# Związek Miast "Mały Trójkąt - Bogatynia - Hrádek nad Nisou - Zittau"
Związek Miast "Mały Trójkąt – Bogatynia – Hrádek nad Nisou – Zittau" – związek miast w centrum Euroregionu Nysa z Niemiec (Żytawa), Polski (Bogatynia) i Czech (Hrádek nad Nisou) obejmujący swoim obszarem również przynależące do nich gminy. 
Związek założono w celu wspólnego planowania, rozwoju i współpracy miast, stowarzyszeń i mieszkańców regionu.
"Mały Trójkąt" został laureatem w 2006 roku w konkursie krajowym  "komm KOOP – przykład sukcesu kooperacji międzygminnej". W 2008 roku został uznany przez Euroregion Nysa jako najlepsze partnerstwo gminne.